# Pipistrellus (subgènere)
Pipistrellus és un subgènere de ratpenats vespertiliònids format per 32 espècies.

## Taxonomia
- Ratpenat de Taiwan, Pipistrellus abramus
- Ratpenat d'Adams, Pipistrellus adamsi
- Ratpenat de Kenya, Pipistrellus aero
- Ratpenat de Nova Guinea, Pipistrellus angulatus
- Ratpenat de Kelaart, Pipistrellus ceylonicus
- Ratpenat muntà de Nova Guinea, Pipistrellus collinus
- Ratpenat de l'Índia, Pipistrellus coromandra
- Ratpenat desèrtic, Pipistrellus deserti
- Ratpenat de Honshu, Pipistrellus endoi
- Pipistrellus hanaki
- Pipistrellus hesperidus
- Ratpenat americà occidental, Pipistrellus hesperus
- Ratpenat d'Aellen, Pipistrellus inexspectatus
- Ratpenat de Java, Pipistrellus javanicus
- Ratpenat de vores clares, Pipistrellus kuhlii
- Ratpenat canari, Pipistrellus maderensis
- Ratpenat de Minahassa, Pipistrellus minahassae
- Pipistrellus murrayi
- Ratpenat suau, Pipistrellus nanulus
- Ratpenat fals, Pipistrellus nathusii
- Ratpenat tènue, Pipistrellus papuanus
- Ratpenat del sud de la Xina, Pipistrellus paterculus
- Ratpenat de Daar-es-Salaam, Pipistrellus permixtus
- Pipistrel·la, Pipistrellus pipistrellus
- Ratpenat soprano, Pipistrellus
- Pipistrellus raceyi
- Pipistrellus rueppellii
- Ratpenat rovellat, Pipistrellus rusticus
- Ratpenat d'ales estretes, Pipistrellus stenopterus
- Ratpenat de les illes Bonin, Pipistrellus sturdeei
- Pipistrellus subflavus
- Ratpenat de Watts, Pipistrellus wattsi
- Ratpenat de l'oest d'Austràlia, Pipistrellus westralis